# Automeris surinamensis
Automeris surinamensis är en fjärilsart som beskrevs av Kirby 1892. Automeris surinamensis ingår i släktet Automeris och familjen påfågelsspinnare. Inga underarter finns listade i Catalogue of Life.